# Héctor Díaz Aguilera
Héctor Domingo Díaz Aguilera (La Calera, Chile, 10 de junio de 1956) es un exfutbolista profesional chileno que jugaba en la posición de defensa.

## Trayectoria
Emblema de Unión La Calera, debutó en el conjunto calerano en 1975, manteniéndose por un gran nivel durante 5 años. Tras su destacada campaña, es contratado por Audax Italiano, donde juega por un par de temporadas a gran nivel, que lo llevan a que sea nominado por la Selección de Chile.
En 1984 fue contratado por Universidad de Chile, donde formó parte del plantel que vivió el descenso en 1988, y el ascenso al año siguiente. Tras un paso por Naval, vuelve a Unión La Calera, donde termina su carrera.
En la actualidad, se encuentra radicado en La Calera. Postuló como candidato a concejal por esa comuna en las elecciones municipales de 2021, no resultando electo.

## Selección nacional
Fue seleccionado chileno durante el proceso del entrenador Luis Santibáñez con vistas para el Mundial de España 82, donde no fue convocado. Díaz debutó con La Roja al año siguiente, frente a Brasil, en un partido que terminó en derrota para la selección chilena por 2-3.

### Partidos internacionales
| 1     | 28 de marzo de 1983 | Estadio de Maracaná, Río de Janeiro, Brasil | Brasil     | 3-2 | Chile |   |  | Luis Ibarra | Amistoso |
| Total | Total               | Total                                       | Presencias | 1   | Goles | 0 |  |             |          |

| Selección chilena | Selección chilena | Selección chilena |
| Año               | Partidos          | Goles             |
| ----------------- | ----------------- | ----------------- |
| 1983              | 1                 | 0                 |
| Total             | 1                 | 0                 |

## Clubes
| Club                 | País  | Año       |
| -------------------- | ----- | --------- |
| Unión La Calera      | Chile | 1975-1980 |
| Audax Italiano       | Chile | 1981-1983 |
| Universidad de Chile | Chile | 1984-1989 |
| Naval                | Chile | 1990      |
| Unión La Calera      | Chile | 1991-1993 |

## Palmarés

### Torneos nacionales
| Título    | Club                 | País  | Año  |
| --------- | -------------------- | ----- | ---- |
| Primera B | Universidad de Chile | Chile | 1989 |